# Casa 10 (Gurp)
La Casa 10 és una obra de Tremp (Pallars Jussà) protegida com a Bé Cultural d'Interès Local.

## Descripció
Edifici construït a quatre vents, amb un alçat de tres plantes més golfes, i una ordenació volumètrica complexa, deguda en part a que bona part de l'immoble està en procés de remodelació. La seva façana sud-oriental és la que presenta estructures arquitectòniques amb un valor patrimonial significatiu, especialment en la seva planta baixa, en la que es localitza un cos porxat obert en dos dels seus costats mitjançant dos grans arcs rebaixats. Aquests elements estan conformats per dovelles de pedra tosca i descansen sobre brancals construïts amb carreus de pedra regulars. A partir de les arcades es desenvolupa una vola d'aresta arrebossada. La resta de la façana està força retocada, especialment la galeria del primer pis, i presenta greus problemes d'estabilitat, que es tradueixen en les importants esquerdes visibles en la part superior, també cal destacar el mal estat de la coberta.